# Enagisma
Das Enagisma (altgriechisch ἐνάγισμα ‚Totenopfer‘, Plural Enagismata) bezeichnet in der griechischen Religion das dargebrachte Opfer für „gewöhnliche Tote“ und Heroen. Es beinhaltet die Opferung von Tieren und verschiedenen Trankopfer und fand gewöhnlich am Grab des Toten statt. Enagismata sind über einen Zeitraum von 1000 Jahren dokumentiert und wurden danach in den Scholien und anderen Erklärungsquellen bis ins 12. Jahrhundert n. Chr. erläutert.

## Begrifflichkeiten
Enagizein (ἐναγίζειν, „Totenopfer bringen“), enagismos (ἐναγισμός, „das Darbringen des Opfers“, das „Opfer“ selbst) und enagisterion (ἐναγιστήριον, der Ort zum Totenopfern). Die Begriffe tauchen in den Quellen in Verbindung mit eschara (ἐσχάρα Herd), Bothros, entemnein (ἐντέμνειν anschneiden), Haimakouria (αἱμακουρίαι die Blutspende auf dem Grab, von αἶμα „das Blut“ und κορεννύναι „sättigen“) und choë (χοή Trankopfer) auf, von denen angenommen wird, dass sie Teile des Rituals des Opfers bezeichnen.

## Definition
Nach Angaben von LSJ bedeutet enagizein den Toten Opfer anbieten, enagisma und enagismos Gaben für die Toten und enagisterion bezeichnet den Ort, an dem den Toten Gaben angeboten werden. Die moderne Wissenschaft verbindet das Verb enagizein und die entsprechenden Substantive mit Opfern für Tote und Heroen. Allgemein wird enagizein verstanden als heilig machen, in den Bereich des Heiligen stellen, beziehungsweise aus dem Bereich der Lebenden entfernen. Es taucht in den Quellen bis 300 v. Chr. nicht mit einem zusätzlichen Objekt auf, was als Indiz für einen technischen Fachbegriff gewertet wird.
Enagismata wurden gewöhnlich an den Gräbern der Toten ausgeführt und dienten dazu, den Zorn der oftmals durch einen gewalttätigen Tod ums Leben Gekommenen zu besänftigen und Unheil von den Lebenden abzuwenden. Das Opfer fand in der Nacht statt. Enagismata waren mit einer einzigen überlieferten Ausnahme nie mit einem Opfermahl verbunden, da die Opfertiere vollständig verbrannt wurden. Die Ausnahme stammt von Heliodoros aus späterer Zeit.
Bis 300 v. Chr. sind die Empfänger des Enagismas auf der Basis der bisherigen Überlieferungen entweder „gewöhnliche Tote“ oder Heroen. Es existieren keine Belege für Götter. Es könnte deshalb sein, dass dieses Opfer in diesem Zeitraum als Abgrenzung gegenüber der Verehrung von Göttern verstanden wurde.
Nach 300 v. Chr. stießen neben den Heroen und „gewöhnlichen Toten“ die Götter als Empfängerguppe von Enagismata hinzu. Dennoch treten in diesem Zeitraum in mehr als einem Drittel der Fälle Belege auf, die die Sterblichkeit der Heroen und das Göttliche gegeneinander abgrenzen. In diesem Zeitraum kommt als neues Element der Kontext, auf den der Begriff Verwendung fand. Zu unterscheiden sind ein griechischer, ein römischer und sonstige Kontexte, in denen die Enagismata stattfanden. Den größten Anteil hatte die Begriffsverwendung im griechischen Kontext mit 94 von insgesamt 127 Belegen.

## Abgrenzung
Im Gegensatz zu Thysia genannten Opfern, die eine weitere Art des griechischen Opfers darstellen, wird der Begriff Enagisma im Zusammenhang von „gewöhnlichen Toten“ und Heroen verwendet, die Thysia dagegen bei Opfern für Heroen und Götter. Eine Untersuchung aus dem Jahr 1966 kommt zum Schluss, dass die Beziehung der beiden Begriffe die eines Fachbegriffs (enagizein) gegenüber einem allgemeinen Begriff (thyein) ist, wobei der erstere als Aktion (enagismos) in schlechten Zeiten auftaucht. Die Abgrenzung zeigt sich im Besonderen, wenn beide Begriffe in der gleichen Quellenangabe gegensätzlich verwendet werden. Opfer im Rahmen des Herrscherkults und Kaiserkults wurden nicht mit enagizein bezeichnet, sondern mit thyein.
Auf einer Inschrift aus dem Jahr 123/2 v. Chr. ist zu lesen, dass Epheben in einer Prozession zum Polyandrion von Marathon gingen. Bei den Gräbern der Gefallenen von der Schlacht bei Marathon legten sie Kränze nieder und führten ein Enagisma durch. Auf der gleichen Inschrift werden Thysiaopfer für Amphiaros und einen anderen Heros aufgeführt. Das Opfer für Amphiaros fand im Amphiarion mit anschließendem Opfermahl statt und war mit einem wiederkehrenden Fest verbunden. Die Verehrung des Heros hat eine lange Tradition und dauerte im Fall von Athen mindestens seit dem 5. Jahrhundert v. Chr. an. Im Fall der Enagismata von Marathon ist sich die Wissenschaft nicht sicher, ob dieses spezifische Ritual seit dem 5. Jahrhundert v. Chr. bestanden hat, da dafür keine anderen Belege existieren. Es ist durchaus möglich, dass das Opfer für die gefallenen Kriegsteilnehmer im 2. Jahrhundert v. Chr. entstanden ist, da die Epheben in der Vergangenheit in einer militärischen Institution zusammengefasst waren und im 2. Jahrhundert v. Chr. in Erziehungstätten wieder belebt wurden. Zudem lässt die gewonnene Schlacht von Marathon die stolze Vergangenheit der griechischen Kultur in einer Zeit des Niedergangs wieder aufleben. In diesem Beispiel ist im Unterschied zum Thysiaopfer das Enagisma nicht mit einem Opfermahl und Festivitäten verbunden. Auch der Durchführungsort ist verschieden. Das Enagisma findet am Grab der Verstorbenen statt, das Thysiaopfer dagegen im heiligen Bezirk (Temenos).
Pausanias verwendet sowohl Enagisma als auch Thysia als Bezeichnungen von Opfern. Wenn er die Kultstätte als Hieron, Temenos, Naos, Alsos (Hain), Heroon, Kenon erion (leerer Hügel), Bomos (Altar) oder Bothros bezeichnet, nennt er das Opfer thyein oder Thysia. In den Fällen, in denen er die Kultstätte mit einer Bestattung verbindet (Taphos (Grab), Mnema (Grabstätte), Polyandrion, Choma ges), ist der Begriff für die Opfertätigkeit enagizein.

## Ritual
Detaillierte Beschreibungen von Enagismata fehlen in den Überlieferungen. Die verwendete Terminologie lässt aber Rückschlüsse auf die Art der durchgeführten Rituale zu. Man geht davon aus, dass die Gaben eines Enagismas vollständig durch Verbrennung vernichtet wurden. Das bedeutet gleichzeitig, dass ein Opfermahl nicht stattfinden konnte. Enagizein wird aber auch mit verschiedenen Arten von Trankopfern bestehend aus Wein, Melikraton (eine Art von Honigmet), Milch und Blut in Verbindung gebracht, allerdings viel seltener für Heroen. Von verschiedenen Wissenschaftlern wurde vorgeschlagen, dass sich enagizein und die damit verbundenen Substantive auf beide Arten von Handlungen beziehen können.
Plutarch beschreibt ein Enagisma für die Kriegstoten von Plataiai, das jährlich von den Plataiern im Namen aller Griechen erbracht wurde. Die Grabsteine wurden gewaschen und mit Myrrhe gesalbt. Der Stier wurde vom Archon mit einem Schwert am Scheiterhaufen geschlachtet, und die gefallenen Griechen wurden zum Festmahl und Haimakouria gerufen. Danach wurde ein Trankopfer von Wasser und Wein ausgegossen.

## Opfergaben
Als Opfergaben wurden die verschiedensten Tiere ausgewählt. Achilles wurde ein schwarzer Stier geopfert. Pausanias berichtet von einem Lamm und Klearchos führt ein Enagisma auf, in dem ein Fischliebhaber für seinen verstorbenen Freund kleine gebratene Fische opfert. Polybios erwähnt als einziger Pferde als Opfertiere. Plutarch beschreibt eine Prozession, bei der ein schwarzer Stier, Krüge mit Wein, Milch, Öl, Myrrhe, Wasser und Myrtenkränze zur Begräbnisstätte gebracht wurden.

## Empfänger
Vor 300 v. Chr. existieren vier Belege von Enagismata für Heroen und neun für „gewöhnliche Tote“. Nach 300 v. Chr. tauchen in literarischen Quellen neben den Opfern für Heroen und „gewöhnlichen Toten“ erstmals als Empfänger die Götter mit 16 von insgesamt 127 Stellen auf. Mit 82 Erwähnungen sind Heroen das häufigste Zielpublikum und Opfer für „gewöhnliche Tote“ werden 29 Mal aufgeführt.  Von den acht überlieferten Enagismata auf Inschriften wurden zwei für Kriegsgefallene, drei für Heroen aus der Vergangenheit und drei für verstorbene Privatpersonen ausgeführt.

### „Gewöhnliche Tote“
„Gewöhnliche Tote“ werden im Kontext des griechischen Opfers Tote bezeichnet, die für ihre Familie und deren Bekanntenkreis Bedeutung hatten.
Vor 300 v. Chr. überliefert der attische Redner Isaios, dass ein Verstorbener ohne männliche Nachkommenschaft kein Enagisma empfangen würde. Damit ist die alljährliche Feier am Grab des Verstorbenen gemeint. Das wird dahingehend interpretiert, dass ein Sohn als Garant für die Kontinuität des Kults im Haushalt und dessen regelmäßiger Durchführung galt. Weitere Belege für Enagismata für „gewöhnliche Tote“ weisen darauf hin, dass diese bis 300 v. Chr. als wiederkehrendes Ereignis durchgeführt wurden.
Nach 300 v. Chr. scheinen für „gewöhnliche Tote“ selten Tieropfer stattgefunden zu haben. Stattdessen wurde zum Beispiel der Grabstein mit Myrrhe bestrichen und Kränze wurden niedergelegt. Für diesen Zeitraum gibt es mehrere Belege, dass Enagismata in einer düsteren Atmosphäre stattfanden und mit Schrecken verbunden waren.

### Heroen
Eine einmütige Definition in der Wissenschaft für Heroen existiert nicht. Je nach Standort und Thema unterscheiden sich die Meinungen erheblich. Im Umfeld des griechischen Opfers werden Heroen durch ein Leben und ihren Tod definiert, im Gegensatz zu den Göttern, die unsterblich sind. Gegenüber den „gewöhnlichen Toten“ sind Heroen öffentliche Personen, die den Rahmen der Familie und der unmittelbaren Bekannten verlassen haben und öffentliches Interesse genießen. Da sie sterblich sind, wird ein Grab vorausgesetzt. Angesichts berühmter Heroen wie Achilleus und Herakles vergisst man leicht, dass viele der Heroenkulte lokalen Charakter hatten im Gegensatz zur Verehrung der Götter, die von der ganzen griechischen Kultur getragen wurde. Im Besonderen wurden Kriegsgefallene als Heroen verehrt.
Ein Enagisma ist neben vielen weniger bekannten Heroen für Kalchas, Achilleus, Patroklos, Herakles, Hephaistion, und Alexander den Großen überliefert. Die Überlieferungen stammen aus dem Zeitraum nach 300 v. Chr. und im Fall von Alexander dem Großen und seinem Überlieferer Herodian aus dem 3. Jahrhundert n. Chr. Erwähnenswert ist die Überlieferung von Plutarch, wonach Alexander der Große sich nach dem Tod von Hephaistion um einen Kult für ihn bemühte und das Orakel von Ammon entschied, dass Hephaistion als Heros verehrt und eine Thysia ausgeführt werden könne. Bevor das Grab vollendet war, griff Alexander der Große die Kossaier an und schlachtete sie ab. „Ein Akt, der als Enagismos für Hephaistion bezeichnet wurde und als eine extreme Form des Grabopfers angesehen werden kann.“
Im römischen Kontext empfingen bekannte Persönlichkeiten Enagismata: Gnaeus Pompeius Magnus, die kaiserliche Familie, Vestalinnen und Kriegsgefallene. Die meisten starben eines gewaltsamen Todes. Der römische Kaiser Domitian soll ein Fest in Anlehnung an ein Enagisma abgehalten haben, indem er den Gästen Speisen vorlegte, die dem Opfer entsprachen. Zudem ließ er die aufgetragenen Speisen und Platten schwarz färben. Eine weitere Überlieferung gibt ein Gespräch zweier Soldaten beim letzten Mahl vor der Schlacht wieder. Das von Vitellius und Vespasian gespendete Mahl sei ein enagisma, bemerkt der eine und hängt an, dass sie sehr bald selber geopfert würden.

### Götter
Enagismata für Götter sind eine späte Entwicklung. Der früheste Hinweis stammt aus dem 1. Jahrhundert n. Chr. Im griechischen Kontext waren die Empfängergruppe vornehmlich Chthonische Götter. In den anderen Kontexten erwähnt Flavius Josephus zum Beispiel vier Mal Totenopfer im Tempel von Jahve in Jerusalem.

## Absicht
Viele der Empfänger eines Enagismas starben eines gewalttätigen Todes. Dazu zählen alle Kriegsgefallenen, aber auch ermordete Personen wie zum Beispiel Palaimon, der von seiner Mutter in der Not ertränkt wurde. Im 5. Jahrhundert v. Chr. beschreibt Herodot die Steinigung von Kriegsgefangenen aus Phokis durch Etrusker aus Agylla. Daraufhin sei der Ort des Geschehens verflucht gewesen und in der Not konsultierten die Agyller das Orakel von Delphi. Das Orakel verpflichtete sie zu Enagismata, Agonen (Wettspiele) und Pferderennen, um den Zorn der ermordeten Kriegsgefangen zu besänftigen.
Das Enagisma kann dahingehend interpretiert werden, dass seine Durchführung im Heroenkult als eine Möglichkeit diente, die Empfänger zu besänftigen und sie mit der Totenwelt zu verbinden, so dass sie die Lebenden nicht behelligen konnten.